# ینی کوناجیک (پوزانتی)
ینی کوناجیک (به ترکی استانبولی: Yenikonacık) یک منطقهٔ مسکونی در ترکیه است که در پوزانتی واقع شده‌است.